# Johann Gottlob Theaenus Schneider
Johann Gottlob Theaenus Schneider, född 18 januari 1750 i Collm i Sachsen, död 12 januari 1822 i Breslau, var en tysk filolog och zoolog.
Schneider blev 1776 professor i döda språk vid universitetet i Frankfurt an der Oder och 1811 i Breslau. Han inlade stor förtjänst om kännedomen av den klassiska forntidens naturvetenskapliga skriftställen genom värdefulla kommenterade upplagor av bland annat Aristoteles Animalium historia (1811), Theofrastos Opera quas supersunt (1818–1821), Nikandros Alexipharmaca (1792) och Theriaca (1816). Epokgörande var hans stora lexikaliska arbete, Grosses kritisches griechisch-deutsches Handwörterbuch (1797–1798), vilket låg till grund för Franz Passows Handwörterbuch der griechischen Sprache och därigenom för hela den följande grekiska lexikografin. Inom zoologin behandlade Schneider ämnen som fiskar, reptiler och paleontologi.